# Amblyopone sakaii
Amblyopone sakaii är en myrart som beskrevs av Mamoru Terayama 1989. Amblyopone sakaii ingår i släktet Amblyopone och familjen myror. Inga underarter finns listade i Catalogue of Life.